# Święta Lipka

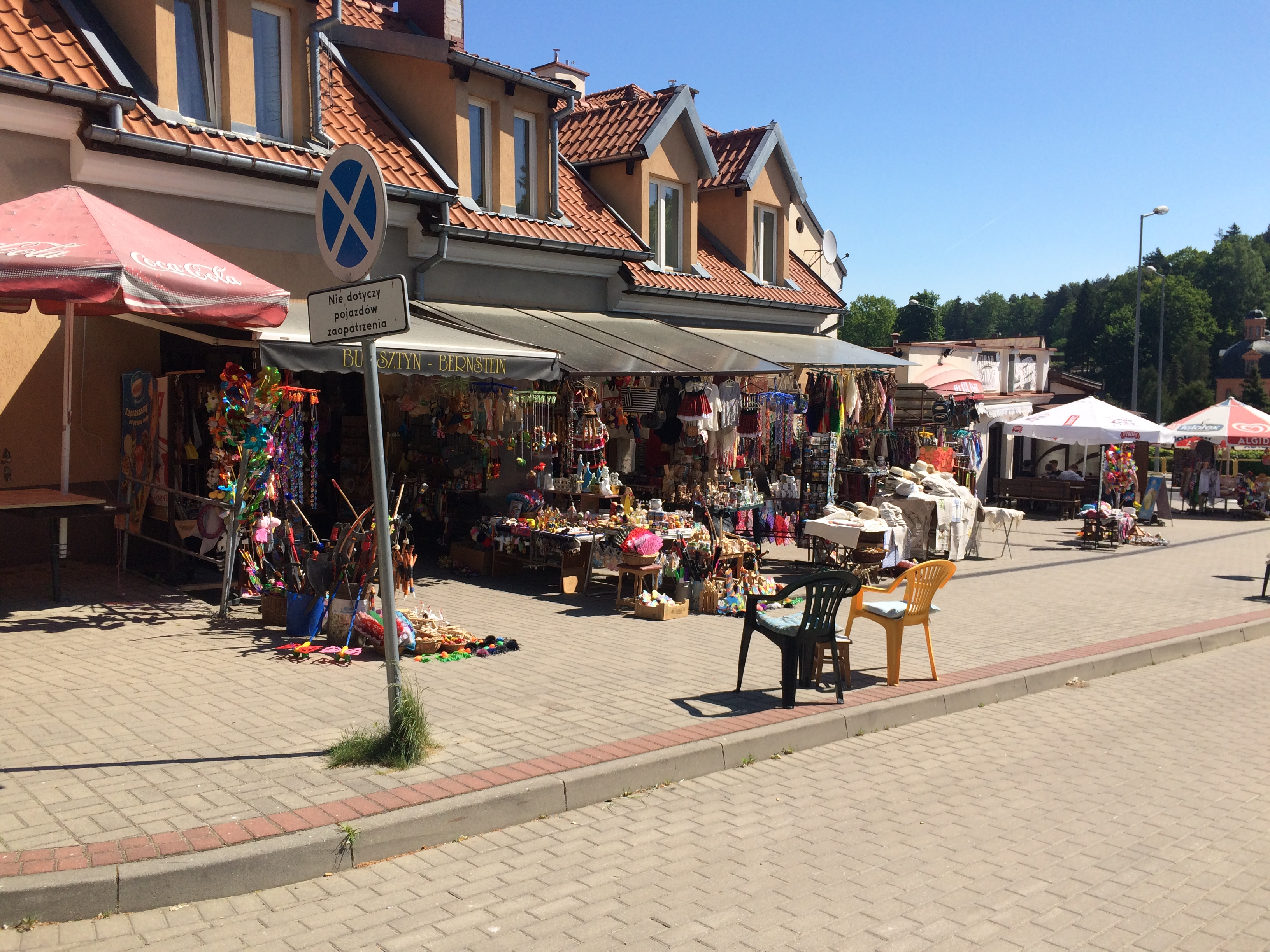
Souvenirwinkels in Swięta Lipka

Święta Lipka (Duits: Heiligelinde) is een dorp in de Poolse woiwodschap Ermland-Mazurië. De plaats maakt deel uit van de gemeente Reszel (Duits: Rößel) en telde 176 inwoners in 2011. Tot 1945 maakte Heiligelinde deel uit van Duitsland, in Oost-Pruisen, in het aartsbisdom Ermland (Pools: Warmia). De plaats is gesticht in de 14e eeuw en een belangrijk bedevaartsoord.

## Sport en recreatie
- Door deze plaats loopt de Europese wandelroute E11. De E11 loopt van Den Haag naar het oosten, op dit moment de grens Polen/Litouwen. Ter plaatse komt de route van het noordwesten van Reszel en vervolgt in noordoostelijke richting naar Pieckowo.